# Xã Aurora, Quận Aurora, South Dakota
Xã Aurora (tiếng Anh: Aurora Township) là một xã thuộc quận Aurora, tiểu bang Nam Dakota, Hoa Kỳ. Năm 2010, dân số của xã này là 100 người.